# Euchromia rubricollis
Euchromia rubricollis là một loài bướm đêm thuộc phân họ Arctiinae, họ Erebidae.